# Cadillac, Gironde
Cadillac là một xã trong tỉnh Gironde, thuộc vùng Nouvelle-Aquitaine của nước Pháp, có dân số là 2365 người (thời điểm 1999).